# Бондареве (Новоархангельський район)
Бондареве — колишнє село в Україні, підпорядковувалося Надлацькій сільській раді Новоархангельський Кіровоградської області.
Виключене з облікових даних рішенням Кіровоградської обласної ради від 31 травня 2007 року.